# Ванил кифлице
Ванил кифлице су аустријски, немачки, швајцарски, чешки, словачки, пољски и мађарски мали кексићи у облику полумесеца. Првобитно су направљени од ораха, али се могу користити бадеми или лешници. Свој типичан укус добијају од густо посипања ванилин шећера.

## Порекло
Ванил кифлице потичу из Беча и традиционално се праве за Божић. Веома су познати у Европи  и често се продају у бечким кафићима и пекарама, посебно за време Божића. За њих се каже да су настали у облику турског полумесеца који симболизује прославу победе над Турцима 1683. у бици код Беча.
Такође се широко пеку у Немачкој и уобичајени су у Швајцарској, Мађарској, Пољској, Хрватској, Чешкој, Румунији, Словачкој и међу подунавском швапском дијаспором као део типичнe божићнe трпезе. Пошто Адвент у Немачкој слави неколико хришћанских деноминација четири недеље уочи Божића, многе врсте кекса и слаткиша се конзумирају током овог времена и постале су типичне за зиму.
Сирово тесто је веома мекано јер садржи велику количину путера и мора се брзо обликовати хладним рукама. Након печења, кифлица је веома ломљив и пекар мора да буде веома опрезан када их уваља у мешавину шећера и ваниле док су још врући из рерне.

## Рецепт
Рецепт преузет са austria.info:
- 180 г путера
- 70 г ољуштених и млевених бадема
- 50 г шећера
- 2 жуманца
- 1 1/2 шоље обичног брашна
- 2 паковања ванилин шећера
- 1 паковање шећера у праху

## Варијације
У Србији се тесто спрема са кокосовим брашном, а после печења се посипа са шећером у праху.

## Галерија
- Припрема теста за кифлице
- Обликовање теста
- У тањиру са шећером у праху
- Кифлице у металној кутији